# Bélus
Bélus (okzitanisch Belús) ist eine französische Gemeinde mit 616 Einwohnern (Stand 1. Januar 2022) im Département Landes in der Region Nouvelle-Aquitaine (vor 2016 Aquitaine). Sie gehört zum Arrondissement Dax und zum Kanton Orthe et Arrigans.
Die Einwohner werden Bélusiens genannt.

## Geografie
Die Gemeinde Bélus liegt am Westrand der Chalosse, rund 28 Kilometer ostnordöstlich von Bayonne und etwa 15 Kilometer südlich von Dax. Nachbargemeinden sind Saint-Lon-les-Mines im Norden, Cagnotte im Osten, Peyrehorade im Süden sowie Orthevielle im Westen und Südwesten.

## Bevölkerungsentwicklung
| Jahr                       | 1962 | 1968 | 1975 | 1982 | 1990 | 1999 | 2006 | 2017 |
| Einwohner                  | 493  | 445  | 422  | 416  | 400  | 433  | 566  | 602  |
| Quellen: Cassini und INSEE |      |      |      |      |      |      |      |      |

## Sehenswürdigkeiten

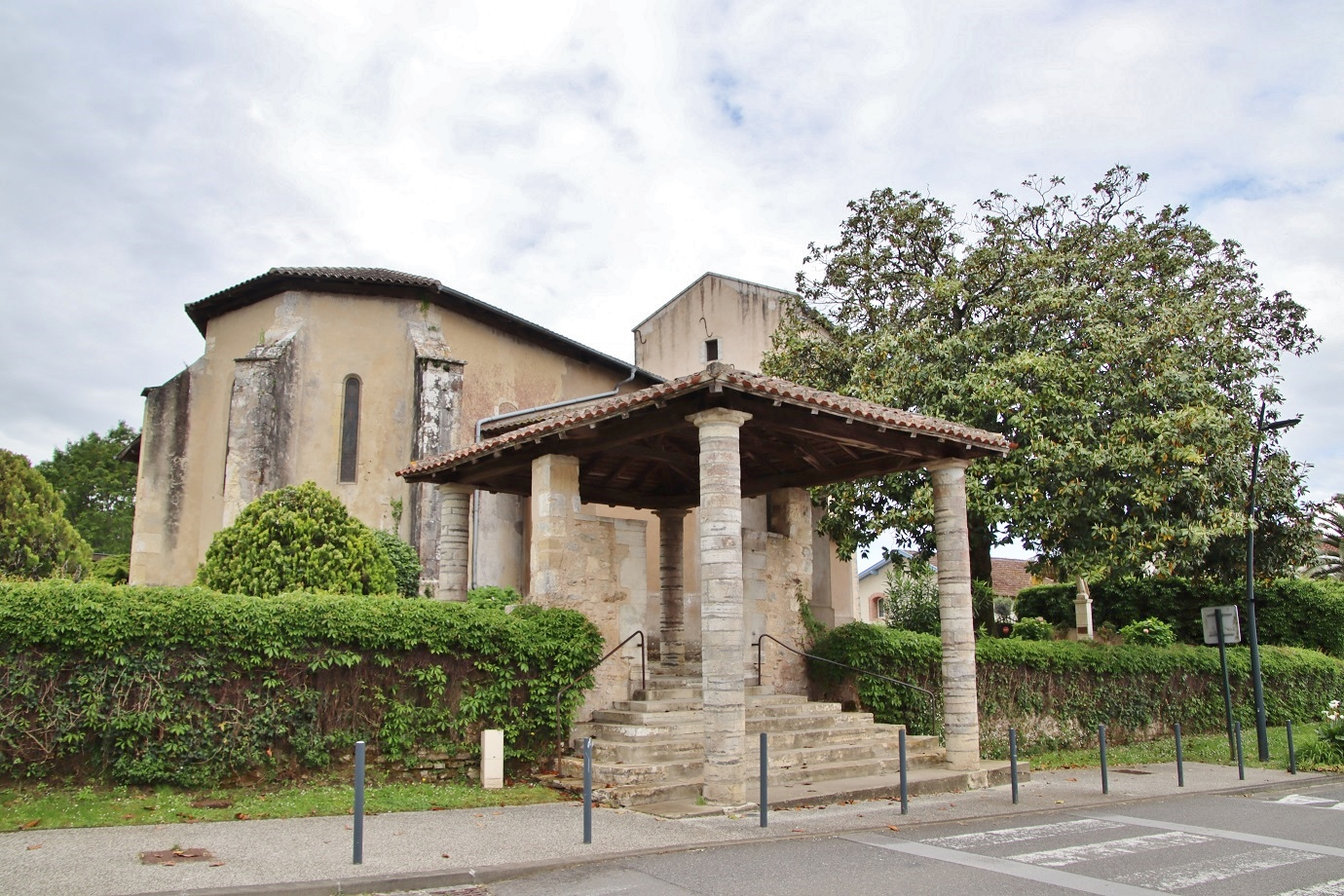
Kirche Notre-Dame-de-l’Assomption

- Kirche Notre-Dame-de-l’Assomption
- Schloss Gardera
- Wasserturm